# Sant'Agata dei Goti Piedirosso
Il Sant'Agata dei Goti Piedirosso è un vino DOC la cui produzione è consentita nella provincia di Benevento.

## Caratteristiche organolettiche
- colore: rubino più o meno intenso.
- odore: intenso, gradevole.
- sapore: di corpo, giustamente tannico.

## Produzione
Provincia, stagione, volume in ettolitri
- nessun dato disponibile